# Philip Darcy, 1. Baron Darcy of Nocton
Philip Darcy, 1. Baron Darcy of Nocton (* um 1259; † vor 24. November 1333) war ein englischer Adliger und Militär.

## Dienst als Militär
Philip Darcy entstammte der Familie Darcy, einer Adelsfamilie aus Lincolnshire. Er war der älteste Sohn von Norman Darcy und von dessen ersten Frau Julian. 1291 gehörten er und sein Vater zum Gefolge von König Eduard I., der in Schottland über die Ansprüche der Anwärter auf den schottischen Thron entscheiden sollte. Nach dem Tod seines Vaters vor 1296 erbte er die Besitzungen der Familie in Lincolnshire, darunter Cawkwell und Coningsby. Dazu erbte er 1299 die Besitzungen seines Onkels Thomas Darcy in Scottlethorpe in Lincolnshire. Während des Ersten Schottischen Unabhängigkeitskriegs gehörte er 1296 zum Heer von Eduard I. in Schottland. 1301 diente er als Kommandant von Durham Castle, dabei führte er im Auftrag des Königs einen Angriff auf die Kathedrale von Durham, bei dem im Streit zwischen Bischof Anthony Bek und dem Kathedralpriorat der Prior Richard Hoton gefangen genommen wurde.

## Politische Tätigkeit
1299 wurde Darcy erstmals durch Writ of Summons zu einem Parlament geladen. Da er auch zu zahlreichen weiteren Parlamenten geladen wurde, gilt er als Baron Darcy. 1321 unterstützte Darcy die Rebellion des Earl of Lancaster gegen König Eduard II. Im Mai 1321 nahm Darcy an dem Treffen in Pontefract Priory teil, zu dem Lancaster die nordenglischen Barone geladen hatte, und im Juni gehörte er auch zu den Baronen, die an dem Treffen in Sherburn teilnahmen, bei dem Lancaster versuchte, die nordenglischen Barone zu einem Bündnis mit den rebellierenden Marcher Lords zu bewegen. Er nahm im März 1322 an der Schlacht bei Boroughbridge, in der die Rebellen entscheidend geschlagen wurden. Als Rebell geriet Darcy in die Gefangenschaft des Königs, doch nach der Hinrichtung Lancasters wurde er rasch wieder freigelassen.

## Konflikt mit Nocton Priory
Darcy bestand hartnäckig auf seinem Patronatsrecht über die von seinen Vorfahren im 12. Jahrhundert gegründete Nocton Priory. 1297 protestierte er gegen die Einsetzung von Prior Thomas of Louth durch Bischof William of Louth von Ely, die ohne seine Zustimmung erfolgt war. 1315 kam es über Grundstücksrechte zu einem Streit zwischen Darcy und dem Priorat, worauf sich der Prior an die Krone wandte.

## Familie und Nachkommen
Darcy starb kurz vor dem 24. November 1333. Der Name seiner Frau ist unbekannt, er hinterließ mehrere Kinder, darunter:
- Norman Darcy, 2. Baron Darcy of Nocton († 1340)
- Julian Darcy († zwischen 1346 und 1350) ⚭ (1) Philip de Neville; ⚭ (2) Sir John de Limbury
- Agnes Darcy (um 1300–vor 1359) ⚭ (1) Robert de Friskeneye; ⚭ (2) Sir Roger de Pedwardine

Sein Erbe wurde sein Sohn Norman.